# ブーヒェン (オーデンヴァルト)
ブーヒェン (オーデンヴァルト) (ドイツ語: Buchen (Odenwald), ドイツ語発音: [ˈbuːxn̩]) は、ドイツ連邦共和国バーデン＝ヴュルテンベルク州ネッカー＝オーデンヴァルト郡に属す都市。

## 地理
ブーヒェンは、オーデンヴァルトの南東端がバウラントに移行する場所、リーメス沿いに位置する。この街は、大都市マンハイム、ヴュルツブルク、ハイルブロンが形成する三角形の中に位置し、ヴァルデュルンやオスターブルケンに隣接する。また、標高250mから500mで、ネッカー＝オーデンヴァルト自然公園に含まれる。

### 市の構成
この都市は、1975年にバーデン＝ヴュルテンベルク州の市町村再編で、ブーヒェンと周辺の13町村が合併して発足した。これらはそれぞれ現在の市区となっている。
| - ベーディヒハイム - エーバーシュタット - アインバッハ - ゲッツィンゲン - ハインシュタット - ヘッティンゲン - ヘッティンゲンボイエルン | - ホラーバッハ - オーバーノイドルフ - リンシュハイム - シュテュルツェンハルト - ウンターノイドルフ - ヴァルトハウゼン |

## 歴史
ブーヒェンは、ロルシュ修道院の寄贈記録であるロルシュ文書中に、Buchheimとして773年から774年に初めて記録されている。何度も領主が入れ替わった後、裁判権と代官権がデュルン家に移され、1280年にはこの町に都市権が与えられた。1286年、現在のベーディヒハイム区に騎士ヴィプレヒト・リュットが城を建てたのだが、この城は16世紀末にルネサンス様式の城館に拡張された。1303年と1309年にブーヒェンはマインツ大司教に売却され、その後500年間その所領にとどまった。1346年、ブーヒェンは、アモールバッハ、アシャッフェンブルク、ディーブルク、キュルスハイム、ミルテンベルク、ゼーリゲンシュタット、タウバービショフスハイム、ヴァルデュルンとともに9都市同盟を結成した。
ゲッツ・フォン・ベルリヒンゲンは、1525年のドイツ農民戦争の際、現在のムゼウムスホーフ（博物館広場）で農民兵の首領となる意志を誓った。農民の敗北後、9都市同盟は、領主によって事実上解体させられた。
三十年戦争では、この街は最初スウェーデン軍に占領された。1634年頃に皇帝軍がこれを奪回した。この頃に大火があり、153軒の家屋が犠牲になった。教会、司祭館、粉挽き小屋、農場、そしておそらくは城も、この火災の被害を受けた。「215人の市民と16人のユダヤ人」のうち29人の市民、5人の未亡人、26軒の家が戦禍を生き延びた。農地は荒れ果てた。
1712年から1720年に、ヨハン・ヤーコプ・リッシャーによって、ベーディヒハイムにリュト・フォン・コレンベルク家の新しい城が建造された。1717年、落雷によって、市中心部で壊滅的な大火災が発生した。1803年、ナポレオンの意を承けた帝国代表者会議主要決議の執行によりブーヒェンはライニンゲン侯領に移管され、1806年にはバーデン大公領となった。1848年から1849年のバーデン革命は、ブーヒェンでも支持者があった。
マインツ大司教領時代からすでに、ブーヒェンには官庁が置かれていた。行政の中心地としての地位は、ライニンゲン侯領、バーデン大公領となった後もそのまま据え置かれた。1938年にはベツィルクスアムト・ブーヒェン（ベツィルクスアムトは地方行政単位）からブーヒェン郡が発足した。
1938年のユダヤ人排斥では、ブーヒェンとベーディヒハイムのシナゴーグも破壊された。その後の強制追放により、1933年には34人いたユダヤ人のうち、少なくとも13人が命を落とした。
1973年、郡の再編により、ブーヒェン郡は廃止され、ブーヒェン市は新たに成立したネッカー＝オーデンヴァルト郡に編入された。1986年にはブーヒェンで初めて、バーデン＝ヴュルテンベルク郷土会議が開催された。

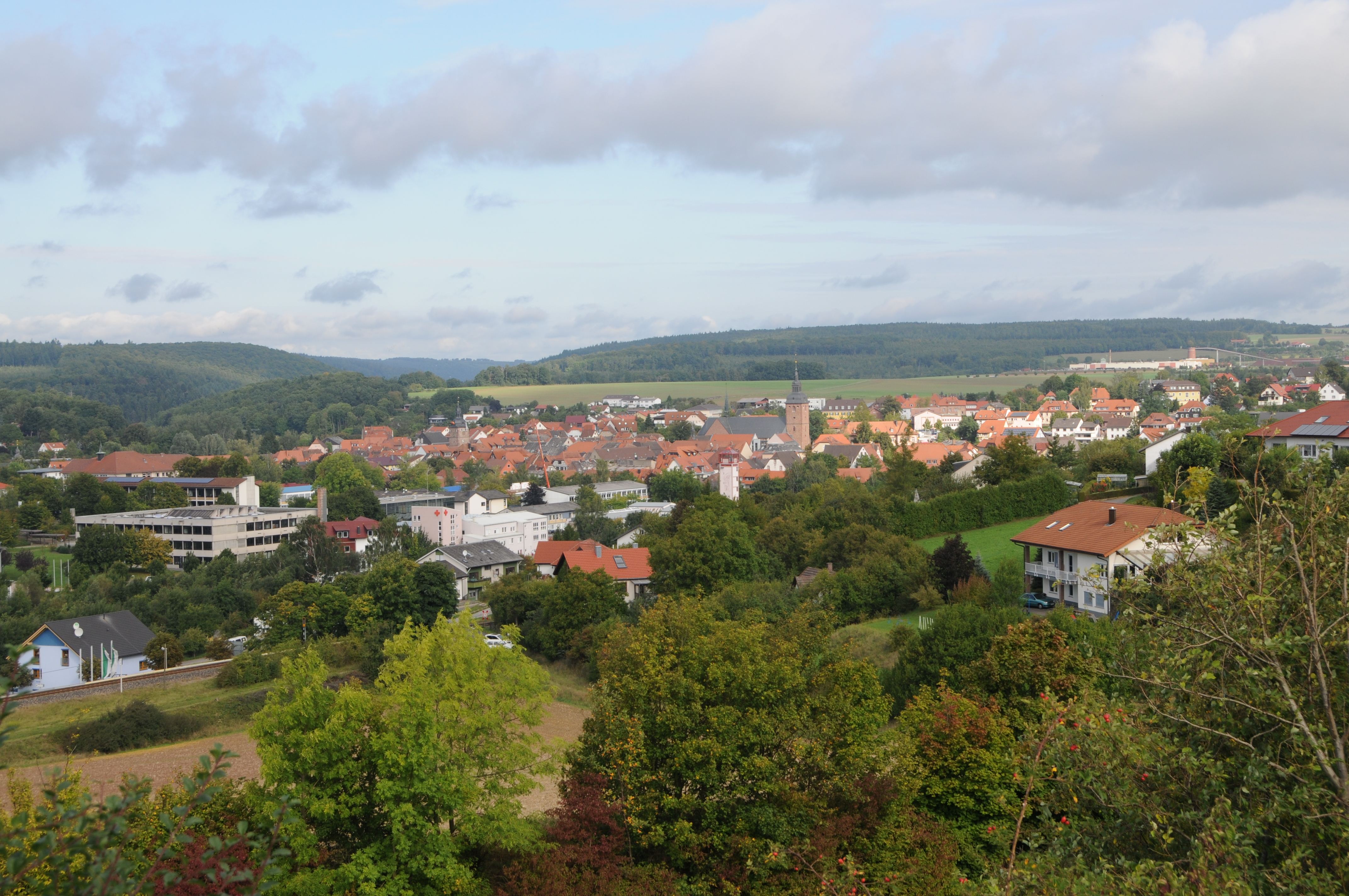
ブーヒェンの眺望

### 市町村合併
市町村合併の枠組みに従い、1975年までに13の町村がお互いに、あるいはブーヒェンと合併した。
- 1971年: シュテュルツェンハルト
- 1972年: ウンターノイドルフ
- 1973年: オーバーノイドルフ、ベーディヒハイム、ヴァルトハウゼン、アインバッハ
- 1974年: ゲッツィンゲン、ハインシュタット、ヘッティンゲンボイエルン、ヘッティンゲン、リンシュハイム
- 1975年: エーバーシュタット、ホラーバッハ

## 行政

### 市議会
ブーヒェンの市議会は29議席からなる。

### 市長
2006年2月からローラント・ブルガーがブーヒェンの市長を務めている。彼は、以前（1991年2月から）オスターブルケンの市長であった人物である。前任の市長は、ネッカー＝オーデンヴァルト郡の郡議会議員になっている。

## 経済と社会資本
ブーヒェンは、ネッカー川とマイン川の中間に位置する中級中心都市であり、その経済構造は主に製造業、商業、手工業、サービス業からなり、これらの企業が拠点を構えている。
また、郡立ブーヒェン病院や老人ホームもいくつかある。

### 交通
ブーヒェンは、州道を使ってアーデルスハイム/オスターブルケン・インターチェンジ（南方面）から、または連邦道B27号線を使ってタウバービショフスハイム・インターチェンジ（北方面）から、連邦アウトバーンA81号線にアクセスする。アウトバーンA6号線のジンスハイム・インターチェンジには連邦道B292号線およびB27号線（南西方面）を利用する。
ブーヒェン (オーデンヴァルト)駅は、ゼッカハ – ミルテンベルク線（マドンネンラント鉄道とも呼ばれる）の駅である。同じ路線にはブーヒェン東駅もある。この路線を西フランケン鉄道が利用している。この他の公共交通機関としては、ライン＝ネッカー交通連盟のバス路線が運行している。
シュトゥットガルト空港およびフランクフルト空港がそれぞれ100kmの距離にある。最寄りの飛行場はヴァルデュルン飛行場である。また、最も近い港湾施設は、ヴェルトハイムにあるマイン川の港である。

### 裁判所、教団施設
ブーヒェンは、モースバッハ地方裁判所管区ブーヒェン区裁判所の所在地である。また、ブーヒェンにはフライブルク大司教区のオーデンヴァルト＝タウバー地方事務所がある。この事務所は、モースバッハ＝ブーヒェン主席司祭管区およびタウバービショフスハイム主席司祭管区に属している。

### 教育
ブーヒェンには、技術・情報系の専門学科を有するギムナジウムを備えた実科学校、一般教養課程のギムナジウム、社会教育学の専門学校、家政科学校の他、多くの基礎学校、本課学校、実業学校、特別学校が存在している。

### メディア
ブーヒェンには、南西ドイツ放送の通信局がある。また、1951年から市の北東部、ヴァルデュルン通りに送信施設（ブーヒェン＝ヴァルデュルン送信所）が設けられている。1993年まで1485kHzの中波放送が発信されていたが、1993年に中波放送の送信施設が廃止され、超短波放送のアンテナが設けられた。

### 健康施設
- ブーヒェン郡立病院
- 社団法人 救急隊 DRKブーヒェン郡連盟

## 文化と見所
ブーヒェンは、多くの見所が沿道にあるジークフリート街道沿いにある。

### 演劇
- バーデン・ランデスビューネ公演

### 博物館と文化施設
- ブーヒェン・ベツィルク博物館
- ユダヤ教図書館
- ヘルマン・コーエン宗教・科学・文化アカデミー
- 文化フォーラム Vis-à-Vis

### 見所 / 建築

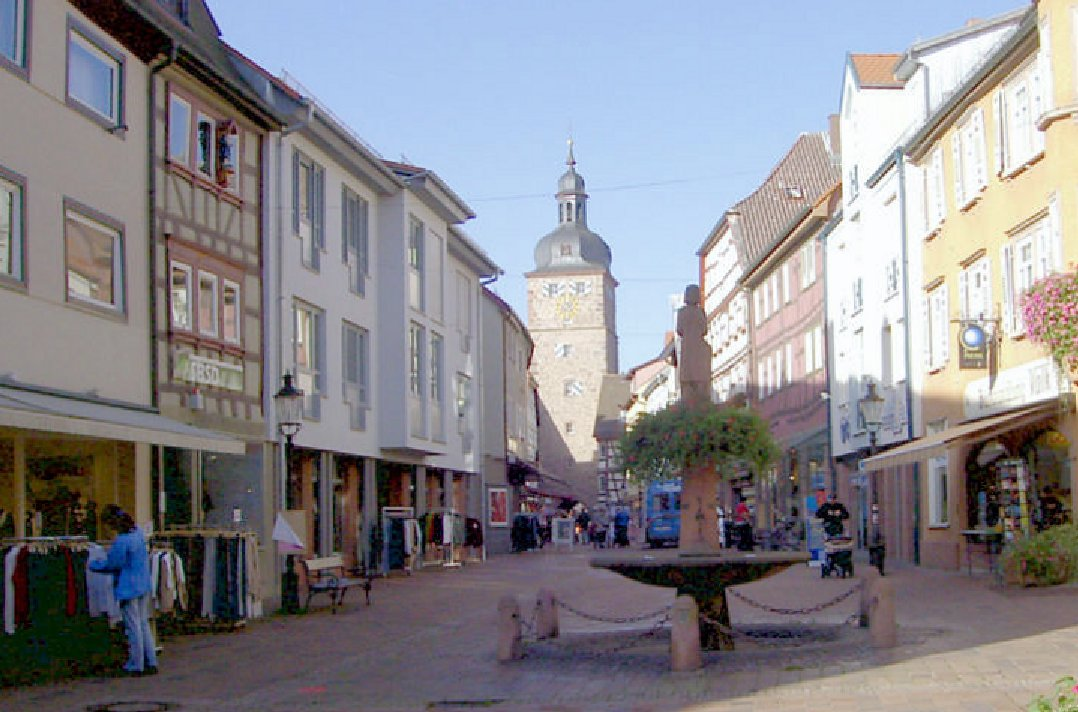
ブーヒェンの歩行者区域

- ヘッティンゲンボイエルン地区は、州内で知られた保養地である。
- ヨーロッパ最大の地上建造物であるローマ時代のオーバーゲルマニシュ＝レティシャー・リーメスが、ヴァルデュルンから市域の周縁部を通りオスターブルケンへと延びている。ローマは、260年頃にアレマン人やその他のゲルマン民族に対する防衛施設として、ライン盆地からドナウ川まで500kmに及ぶリーメスを築いた。
- エーバーシュタットの鍾乳洞
- アイアーマン建築: 建築家エゴン・アイアーマンの作品であるホテル・プリンツ・カールでは、オリジナルデザインの部屋や調度が現在でも使われている。

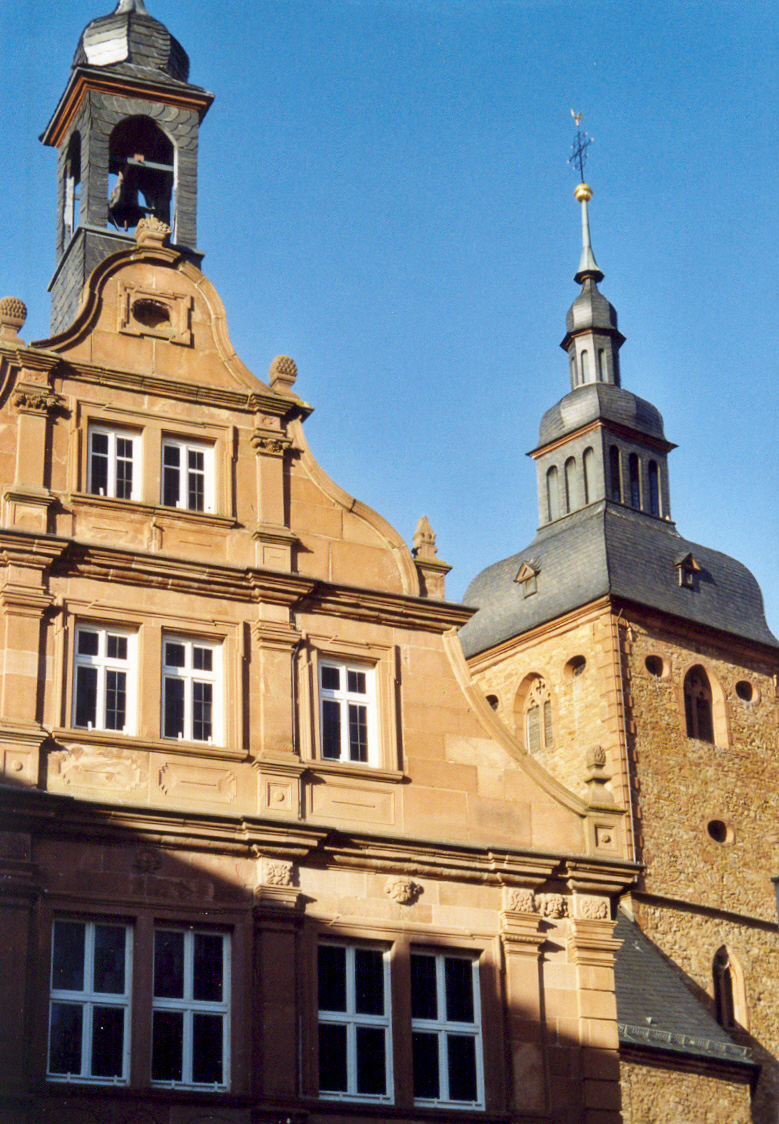
ブーヒェンの市中心部
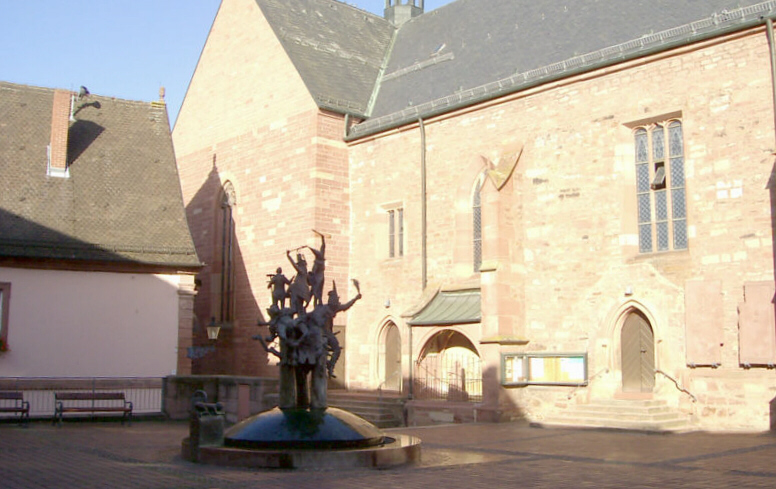
ブーヒェンのオベーラー・マルクト（上の広場）

### 年中行事
- 謝肉祭: 「ブーヒェンのカーニバル」は地域を越えて人を集める魅力的なイベントである。
- 黄金の5月: 市の至る所で行われるジャズ・セッション。第1週末の土曜日。
- 初夏祭: 6月中旬の週末に博物館広場で行われるブラス音楽の祭典。主催者は、市礼拝堂とカトリック教会聖歌隊である。
- 射撃祭:伝統的な民俗祭。9月の第1週末。

## 人物

### 出身者
- アルブレヒト・ピルグリム・フォン・ブーフハイム（13世紀。マネッセ写本に登場するミンネゼンガー）
- コンラート・ヴィムピーナ（1460年 - 1531年）ローマ・カトリックの神学者
- ゴットフリート・ベッセル（1672年 - 1749年）修道院長、学者
- マリアンネ・クラウス（1765年 - 1838年）画家。ヨーゼフ・マルティン・クラウスの妹
- ヴィルヘルム・エメレー（1830年 - 1905年）戦争画家
- フランツ・ヨーゼフ・ヴィッテマン（1866年 - 1931年）政治家（中央党）、バーデン州議会議員、バーデン州大統領。
- ヴィルヘルム・シュナレンベルガー（1892年 - 1966年）画家
- ルートヴィヒ・シュヴェーリン（1897年 - 1983年）画家
- ヴニバルト・ミュラー（1950年 - ）作家、心理学者
- ハインツ・フィッシャー＝ハイドルベルガー（1952年 - ）バイエルン州高等会計検査院総裁
- ウルリケ・バルヴェク（1965年 - ）ドイツ女子サッカー選手権のトレーナー

## 引用
1. ↑  Statistisches Landesamt Baden-Württemberg – Bevölkerung nach Nationalität und Geschlecht am 31. Dezember 2023 (CSV-Datei)
2. ↑  Max Mangold, ed (2005). Duden, Aussprachewörterbuch (6 ed.). Dudenverl. p. 221. ISBN 978-3-411-04066-7